# 上尾市立大谷中学校
上尾市立大谷中学校（あげおしりつ おおやちゅうがっこう）は、埼玉県上尾市向山四丁目にある公立中学校。

## 概要
上尾市中西部の大谷地区に位置する。敷地の200m程北には上尾市民体育館がある。

### 校歌
- 作詞：木島始[1]
- 作曲：林光[1]

### 教育目標
目指す生徒像
1. 自ら考え、自ら学ぶ生徒
2. 心豊かに実践する生徒
3. たくましい生徒
4. 大谷中学校3つのめ「まじめ」「けじめ」「ゆめ」を実践する生徒

大谷中3つのめ
1. まじめ
2. けじめ
3. ゆめ

## 沿革
- 1985年4月1日 - 上尾市学校設置条例の改正により、上尾市立西中学校、上尾市立南中学校より分離し、上尾市立大谷中学校として開校。 
6月28日 - 校章制定。6月28日を開校記念日とする。
1月25日 - 落成記念式典。
- 1991年3月 - 武道館竣工。
- 1997年12月 - 空き教室転用による教育相談室改修工事
- 2003年5月 - 空き教室転用による図書室改修工事。
- 2008年8月 - 体育館ギャラリー通路設置
- 2009年2月 - 第55回埼玉県学校歯科保健コンクール最優秀校受賞（小規模校の部）V1
- 2010年2月 - 第56回埼玉県学校歯科保健コンクール最優秀校受賞（小規模校の部）V2
10月 - 第49回全日本学校歯科保健優良校表彰で奨励賞受賞
7月 - 体育館床改修工事
- 2011年2月 - 第57回埼玉県学校歯科保健コンクール最優秀校受賞（小規模校の部）V3
- 2012年2月 - 第58回埼玉県学校歯科保健コンクール最優秀校受賞（小規模校の部）V4
10月 - 第51回全日本学校歯科保健優良校表彰で奨励賞受賞
- 2013年2月 - 第59回埼玉県学校歯科保健コンクール特別表彰受賞（小規模校の部）V5

## 部活動

### 運動部
- 軟式野球部
- サッカー部
- 卓球部（男）
- バスケットボール部（男・女）
- バドミントン部（男・女）
- ソフトテニス部（女）
- バレーボール部（女）
- 陸上部
- スポーツ&クラフト部　【2021年開設】

### 文化部
- 吹奏楽部
- 美術部

## 生徒会活動

### 生徒会本部
- 会長（1名）
- 副会長（2名）
- 会計（2名）
- 書記（2名）

計7名
任期は10月から来年9月までで、10月に行われる生徒会役員選挙にて役員を決める。また、立候補できるのは第一学年生と第二学年生のみであり、第三学年は卒業するため投票のみ参加となる。
第一学年は会計、書記に立候補でき、それぞれ1名のみの信任となる。第二学年は、どれでも立候補することができ、副会長を除いてそれぞれ1名の信任、副会長は2名の信任となる。

### 委員会活動（専門委員会）
- 第一学年学級委員会（第一学年のみ）（半期）
- 第二学年学級委員会（第二学年のみ）（半期）
- 第三学年学級委員会（第三学年のみ）（半期）
- 生活委員会（半期）
- 放送委員会（半期）
- 図書委員会（半期）
- 保険委員会（半期）
- 給食委員会（半期）
- 環境委員会（半期）
- 部活動委員会（1年）各部活動の部長
- 選挙管理委員会（1年）
- 第一学年学年委員会（第一学年学級委員と第一学年の生活委員で構成）
- 第二学年学年委員会（第二学年学級委員と第二学年の生活委員で構成）
- 第三学年学年委員会（第三学年学級委員と第三学年の生活委員で構成）

### 実行委員会
- 体育祭実行委員会
- 合唱祭実行委員会
- 三学年を送る会（通称:三送会）実行委員会
- スキー教室実行委員会（第一学年）
- 校外学習実行委員会（第二学年）
- 修学旅行実行委員会（第三学年）

## 朝のあいさつ運動
朝のあいさつ運動とは、毎週水曜日、登校してくる生徒に大谷中職員、当番の保護者、生活委員会、生徒会役員、担当となった部活動等があいさつを行う運動。あいさつを呼びかける人は「さわやかあいさつDAY」と書かれた旗を持ちあいさつする。読売新聞や上尾市広報等に掲載されたことがある。

## 通学区域
- 上尾市立今泉小学校の学区（壱丁目北、壱丁目東、今泉四丁目、向山五丁目の全域、および壱丁目、今泉、川の各一部）[3]
- 上尾市立大谷小学校の学区（向山二丁目・四丁目、川一丁目・二丁目、西宮下、および今泉、向山、向山一丁目・三丁目、大谷本郷、川の各一部）[3]